# Трактор
Трактори (лат. trahere = вући) су погонско-вучне машине и служе при обављању различитих радних операција као извор енергије у агрегату са прикључним оруђима вукући, носећи и/или дајући им погон или обезбеђујући енергију за стационарне радне операције.

## Историјат
Прва примена механичког погона у пољопривреди везују се за почетак XIX века, када су употребљене парне машине на точковима за покретање механичких пољопривредних оруђа помоћу флексибилног каиша. Око 1850. конструисан је први вучни мотор развојем парне машине на точковима, и адаптиран за потребе пољопривреде. Први трактори су били парне машине за орање, које су радиле у пару. Постављане су са обе стране земљишта које је требало обрадити, а плуг се кретао између њих помоћу жичаног кабла. Ако је земљиште дозвољавало трактор са парним мотором вукао је плуг директно. Парни трактори остали су у употреби и у XX веку док нису конструисани поуздани мотори са унутрашњим сагоревањем.
Године 1892. Џон Фролич (John Froelich) из Ајове осмислио је и конструисао први трактор са бензинским/дизел-мотором. Добивши патент за њега отпочео је са комерцијализацијом свог изума, али се 1895. године показало да је то неуспешни бизнис. Харт (Charles W. Hart) и Пар (Charles H. Parr) 1903. у истој Савезној држави производе 15 „трактора“ када се први пут тај назив и употребљава. Модел број 3 је први до данас очувани амерички трактор са мотором на унутрашње сагоревање. Снага овог двоцилиндричног мотора била је преко каиша 22 kW, и 13 kW на потезници.
У Великој Британији прва продаја трактора са мотором са унутрашњим сагоревањем забележена је 1897. године (Hornsby-Ackroyd Patent Safety Oil Traction engine). Први комерцијално успешни дизајн, међутим, појавио се 1902. То је био „Ivel tractor“ са три точка. Године 1908. у Бедфорду почиње монтажа четвороточкаша у највећој фабрици, ван САД, тога времена „Saunderson Tractor and Implement Co.“
Иако у почетку нису биле популарне ове машине на бензински погон почињу да се свиђају у другој декади 20. века када постају мање и приступачније. Хенри Форд (Henry Ford) 1917. представља свој „Fordson“, први масовно произведени трактор. Произвођен је у САД, Ирској, Енглеској и Русији, а 1923. Фордсон је држао 77% америчког тржишта. Двадесетих година прошлог века трактори са бензинским мотором постају стандард.
Прикључно вратило, важан део трактора који га чини погонском машином, први пут се појавило 1878. на појединим ручно израђеним тракторима, али прво прикључно вратило на фабрички израђеном моделу било је оно уграђено у модел 8-16 компаније IHC (International Harvester Company) 1918. године. Џонстон (Edward A. Johnston) инжењер ове компаније био је импресиониран вратилом које је видео деценију раније, а које је за сопствене потребе направио француски фармер и механичар Gougis. После тога осмишљен је низ употреба како би се доказала предност вратила. Да би дефинитивно са моделом 15-30, 1920. године прикључно вратило постало стандардни део трактора. Од 1927. године усвојен је стандард којим је прописана брзина и смер ротирања вратила 536 ± 10 обртаја у минути у смеру казаљке на сату. Касније је брзина измењена на 540.
Фирма Cockshutt Farm Equipment Ltd из Онтарија (Канада) 1945. године почиње да производи трактор „Cockshutt Model 30“ који има прикључно вратило чија ротација је независна од кретања трактора, што је велика предност при обављању стационарних операција. На данашњим моделима контрола прикључног вратила обавља се помоћу прекидача, што повећава безбедност возача.
Спајање прикључног оруђа са трактором у три тачке уместо у две, основу савременог безбедног хидрауличног подизача оруђа, изумео је Британац Хари Фергусон (Harry Ferguson) 1928. и применио на свом моделу Црни трактор (Black Tractor) 1933. године. Тиме је усмерио развој оруђа од вучених ка ношеним. Прототип подизача имао је две тачке споја горе а једну доле, да би сам Фергусон дошао до закључка да га траба обрнути тако да две тачке буду доле.

## Стандардни пољопривредни трактори
Од стандардних трактора користе се једноосовински или двоосовински точкаши (или гусеничари) са дво- или четворотактним дизел или бензинским мотором, који може да има 1-4 цилиндра.
Једноосовински трактори имају предност за мање површине и за земљишта лакшег механичког састава. Вучна снага им је до 10 kW. Обично имају два точка (ређе само један), полуге са рукохватима уз помоћ којих се управља, бензински или дизел-мотор, рам за прикључке и контратегове са предње стране (код једноосовинских трактора веће снаге) због повећања учинка вучне силе трактора при тежим радним операцијама (дубоко орање). Маса трактора може се повећати и додавањем тегова на точкове, а вучна сила повећава се и заменом точкова са пнеуматицима металним канџастим или решеткастим.
Полуге са рукохватима могу да се померају у вертикалној и хоризонталној равни. Вертикалним померањем полуге (горе-доле) трактор се прилагођава прикључној машини и висини радника, хоризонтално померање омогућава да се радник-руковалац креће са стране од обрађене површине. Окретањем полуга за 180° у хоризонталној равни могуће је прикључивање оруђа испред точкова.
Двоосовински трактори могу бити са погоном на задњим точковима или на сва четири точка уз могућност блокирања диференцијала. Зглобна конструкција омогућава маневрисање на мањим површинама. Вучна снага им је обично од 10-50 kW (али и до 480 kW) што је довољно за већину радних операција.
Мењач трактора има већи број степена преноса 6-16 за ход напред и 3-16 за ход уназад. Ово омогућава споре ходове (обично неколико стотина метара до 2.3 km/h у првој брзини, 2.5-4.1 km/h у другој итд.) који су неопходни за многе радне операције. Док највиши степен преноса омогућава ход од 50 km/h, а код неких модела и до 80 km/h.
На задњем делу налазе се хидраулични подизач оруђа, потезница за коју се качи оруђе и прикључно вратило које преноси погон прикључним оруђима ротирајући стандардном брзином од 540 обртаја у минуту, и/или ређе 720, односно 1000 обртаја у минуту. Постоје три типа веза између мотора и вратила: пре спојнице, између спојнице и мењача и иза мењача.
Хидраулични подизач оруђа ради на принципу хидростатичког притиска. Преношење притиска врши уље потиснуто хидрауличном пумпом. Клип пумпе ствара потисну силу која, зависно од модела врши све или само неке од радњи:
- Подизање и одржавање у подигнутом стању ношених и полуношених оруђа;
- активно спуштање оруђа;
- константно одржавање положаја радних делова изнад или у земљишту;
- одржавање вучне силе, односно оптерећења трактора код оруђа чији се радни делови налазе у земљишту;
- повећање вучне силе трактора већим оптерећењем задњих точкова.

Хидраулични уређај чине:
- резервоар за уље,
- пумпа за уље,
- дистрибутер уља,
- хидраулични цилиндар са клипом и
- механизам за преношење команди.

Уласком уља у цилиндар клип се помера напред чиме се постиже подизање оруђа, док се спуштање оруђа обезбеђује утицајем сопствене масе, када дистрибутер омогући враћање уља назад у резервоар. Тада је спуштено оруђе слободно, па се то назива још и пливајући положај.
Точкови могу бити исте величине, или су задњи већи. Трактори са задњим погонским точковима (4х2 или 2WD) обично имају предње мање точкове, док код трактора са 4 погонска точка (4х4 или 4WD) постоје два типа. Са мањим предњим точковима (када они служе за управљање) и са точковима истих димензија (управљање зглобном везом). Због потребе подешавања размака точкова према ширини леје или растојањима редова, постоје различити системи везивања точкова:
- степенастим померањем и учвршћивањем на фиксна места на полуосовинама;
- помоћу различитог везивања диска точка и главчине или диска и наплатка;
- помоћу крутих продужетака;
- континуалним померањем главчине дуж полуосовине.

Размаци точкова непосредно зависе од величине трактора. Тако, на пример, пољопривредни трактори дужине 2.5 m (и масе од 1 t) имају обично променљиви распон точкова од 85-100 cm; код трактора дужине 4 m (и масе 3.3 t) променљиви распон варира од 150-200 cm.

### Највећи пољопривредни трактор
Рекордер је Big Bud 747, или 16-V 747, трактор произведен у Монтани (САД) 1977. године. Димензије: дужина 8.2 m, ширина 6.1 m, висина 4.3 m; снага 661.95 kW. Коштао је 300.000 $, а направљен је за фирму из Калифорније која производи памук за операцију дубоког подривања, где је коришћен 11 година. После тога коришћен је на Флориди за исте операције, да би га 1997. купила два брата фармера из Монтане чији посед је свега 97 km удаљен од места где је трактор произведен. Ту је коришћен да вуче култиватор ширине 24 m који обрађује 24 ha/h крећући се 13 km/h. Данас је изложен у Ајови (Heartland Acres Agribition Center, Independence).

## Специјални расаднички трактори

### Трактори са високим клиренсом
Трактори са високим клиренсом могу бити различитих конструкционих решења али се у суштини могу поделити на симетричне и асиметричне. Код симетричних командна табла и седиште за возача су у средњем делу, док је код асиметричних верзија командна табла на оси између предњег и задњег левог точка. Према распореду точкова могу бити са два или три трага.
Пример асиметричног трактора са високим клиренсом је "Highlander V 70" аустријске фирме "Rath". Клиренс овог трактора је 3 m, а траг точкова креће се од 1.5 до 2.5 m тако да по потреби једним ходом обухвата један или два реда биљака. За овај трактор постоје следећи основни прикључци:
- вибрациони плуг,
- уређај за сетву,
- култиватор са опругама,
- ротациона ситнилица,
- уређај за прскање,
- растурач ђубрива,
- уређај за одувавање честица земље са стабала,
- уређај за пресађивање,
- уређај за загртање садница земљом између редова,
- уређај за вађење садница,
- „Танго“ култиватор за обраду између садница у реду,
- култиватор за окопавање сабијеног земљишта иза трага точкова,
- звездасте мотичице за загртање и плевљење,
- ротирајуће четке за уништавање корова око саднице...[5][18]

### Трактори носачи оруђа
Трактори носачи оруђа користе се као основно погонско, вучно и транспортно возило у расаднику. У односу на пољопривредни трактор главна предност им је велики дневни учинак и мања маса, па не сабијају земљиште.
Носач оруђа фирме "Rath" (Аустрија), који се производи са одређеним бројем додатних уређаја и чини систем који обавља све радне операције, има следеће техничке карактеристике:
- једноцилиндрични четворотактни мотор јачине 10.4 kW који је постављен десно на задњем делу правоугаоног рама за који се причвршћују додатни уређаји:
- седиште и управљачки механизам су позади, лево од мотора, тако да возач надзире радну операцију;
- четири брзине (маx 14 kg/h) са диференцијалом, блокадом и редукцијом броја обртаја точкова;
- траг точкова 1500 mm или према жељи;
- маса 500 kg;
- димензије: дужина 2380 mm, ширина 1600 mm.

За овај трактор постоје следећи додатни уређаји:
- уређај за сетву,
- уређај за окопавање,
- растурач ђубрива у редове
- уређај за прскање у редове и по читавој површини и
- приколица за превоз садница и материјала.[5][18]

### Трактори носачи оруђа са високим клиренсом
производи трактор који сједињује добре особине носача оруђа и трактора са високим клиренсом. Модел "Mastertrac" има веома добро избалансиран однос масе и снаге мотора, клиренс 80-120 m централно качење оруђа (између предњих и задњих точкова). У трактор се уграђује мотор од 20-60 kW, зависно од тога маса се креће 1300-2800 kg (Трактор са високим клиренсом "Highlander V 70" исте фирме са мотором од 60 kW достиже масу од 3000 kg). Хидростатички пренос брзина, омогућује фино подешавање брзине од 0-25 km/h. Могућност дизања оруђа на задњој страни (до 1500 kg), у средини (до 800 kg) и напред (до 600 kg).

## Компакт трактори
Компакт трактори су трактори малих габарита, а по изгледу су слични пољопривредним са воланом. Нижи су од њих и одликују се максималном стабилношћу због ниског тежишта. Самоходне косилице могу да буду веома сличне овом типу компакт трактора, али немају прикључно вратило.
Други тип има седиште и управљачки механизам у централном делу, а мотор је иза или испод седишта. Управља се помоћу две палице слично као код гусеничара блокадом левих или десних точкова. Често се, због равномернијег распореда масе, на точкове навлаче гусенице, чиме се спречава сабијање земљишта.